# Symplocos crenata
Symplocos crenata là một loài thực vật có hoa trong họ Dung. Loài này được (Vell.) Mattos miêu tả khoa học đầu tiên năm 1970.